# XY Labels
YX LABELS (em japonês: ワイエックス・レーベルズ), anteriormente conhecida como Big Hit Entertainment Japan e HYBE Labels Japan, é uma empresa de entretenimento japonesa subsidiária da HYBE.

## História

### Big Hit Entertainment Japan
Em 29 de setembro de 2017, a Big Hit Entertainment Japan foi fundada no Japão pelo renomado compositor e produtor sul-coreano Bang Si-Hyuk, como uma subsidiária da Big Hit Entertainment.
Em 1º de janeiro de 2021, a empresa anunciou um projeto global de estreia de novos artistas com base no Japão e iniciou uma seleção pública de talentos. Cinco participantes eliminados do programa de audição I-LAND — K, NICHOLAS, EJ, KYUNGMIN e TAKI — foram escolhidos para integrar um novo grupo masculino. Esse grupo seria formado juntamente com novos membros selecionados por meio do programa &AUDITION, estreando oficialmente no Japão.

### HYBE LABELS JAPAN
Em 30 de março de 2021, durante a assembleia geral de acionistas, foi aprovada a mudança do nome da empresa. Assim, a "Big Hit Entertainment Japan" foi oficialmente renomeada para "HYBE LABELS JAPAN", tornando-se uma subsidiária da HYBE. Em 31 de maio de 2021, foi anunciado oficialmente que Kyungmin deixou a empresa e saiu do projeto de estreia do novo grupo masculino.
Em 1º de julho de 2021, a empresa foi incorporada pela HYBE JAPAN, juntamente com a HYBE T&D JAPAN. No entanto, em 6 de julho do mesmo ano, a HYBE LABELS JAPAN se separou da HYBE JAPAN e foi registrada novamente com um novo número corporativo, tornando-se uma subsidiária da HYBE JAPAN, que atua como a sede da HYBE no Japão.
Em de julho de 2022, quatro trainees da empresa (K, NICHOLAS, EJ e TAKI) participaram, junto com outros 11 trainees, do reality show "&AUDITION - The Howling -", produzido pela própria empresa. Em setembro, no final do programa, foi formado o primeiro grupo masculino da empresa, &TEAM.
Em fevereiro de 2023, a empresa, em parceria com a LDH JAPAN, anunciou a criação do novo girl group MOONCHILD por meio do programa de audições "iCON Z Dreams For Children". A estreia foi marcada para 3 de maio de 2023, com a produção musical a cargo de ØMI (artista da LDH JAPAN) e ALYSA (produtora da HYBE LABELS JAPAN), enquanto a gestão do grupo ficou sob responsabilidade da LDH JAPAN.
Em setembro de 2023, a empresa revelou a existência de seu grupo de trainees, chamado "24G", inicialmente composto por KYOSUKE, GAKU e HIKARU (atualmente HAKU), que participaram do "&AUDITION", mas não debutaram com o &TEAM. Posteriormente novos trainees foram apresentados: KAIJI, REO, RUKA, SHIN e YUJU.

### YX LABELS
No dia 14 de fevereiro de 2025, a empresa anunciou a mudança de nome de “HYBE LABELS JAPAN” para “YX LABELS”. O novo nome reflete a visão da empresa de estabelecer um novo “eixo (axis)” no mercado musical japonês. YX LABELS é um selo dedicado a proporcionar experiências de entretenimento inovadoras (eXtreme) e de excelência (eXcellence) para todos os fãs (You) e para a juventude (Youth).
No dia 15 de fevereiro de 2025, a empresa lançou seu segundo programa de audições, intitulado “应援-HIGH 梦的起跑线”, com a participação dos trainees da empresa.